# Fredegari
Fredegari va ser un important cronista franc mort el 660, autor de la Crònica de Fredegari, composta de cinc llibres i redactada probablement entre 658 i el 660 a Austràsia, que són fonamentals per al coneixement dels regnes francs per la seva relació d'esdeveniments entre els anys 561 i 641. Encara que el relat se centralitza sobretot en la història dels regnes merovingis, també abasta ostrogots, longobards, visigots i de l'Imperi Romà d'Orient.